# Santa Monica Studio
Santa Monica Studio — американская дочерняя компания PlayStation Studios, специализирующаяся на разработке компьютерных игр. Студия была основана в 1999 году Алланом Беккером и первоначально располагалась в Санта-Монике, Калифорния. С 2014 года штаб-квартира расположена в Плайя Виста, Лос-Анджелес. 

## История
Santa Monica Studio была основана Алланом Беккером в 1999 году, давним сотрудником Sony, который хотел «вырваться из корпоративной группы города Фостер» Sony Computer Entertainment. Студия была основана в офисе неподалёку от разработчика Naughty Dog, а затем переехала в кирпичное здание в пригороде Санта-Моники, штат Калифорния. Здание на Пенсильванском вокзале будет занято на пятнадцать лет. Для своей дебютной игры «Kinetica», Santa Monica Studio решила отказаться от консоли PlayStation и вместо этого разработать игру для будущей консоли PlayStation 2. Для «Kinetica» и будущих игр был разработан игровой движок. Хотя игра разрабатывалась на этапе создания студии, продюсер Шеннон Стадстилл сосредоточилась на выпуске игры, чтобы доказать Sony, что Santa Monica Studio способна выпустить продукт в срок и в рамках бюджета. Kinetica была выпущена вовремя в 2001 году, при этом студия осталась в рамках выделенного бюджета. После этого студия перешла к своему следующему проекту под названием «God of War». 
Santa Monica Studio также выступала в качестве бизнес-инкубатора для инди студий, таких как студия Thatgamecompany. Thatgamecompany вела совместную разработку с Santa Monica Studio над игрой Journey. 
К марту 2012 года Беккер присоединился к Japan Studio, а Шеннон стала «старшим директором по разработкам» Santa Monica Studio. В январе 2014 года было объявлено о переезде студии в Плайя Виста, Лос-Анджелес. Неизвестное количество сотрудников было уволено в феврале того же года, из-за отмены разрабатываемой игры, включая Стига Асмуссена, который возглавлял отмененный проект. Переезд студии был завершен 22 июля 2014 года.
В марте 2020 года Стадстилл покинула Santa Monica Studio, чтобы возглавить новую студию разработки под управлением Stadia. Впоследствии Юми Янг, давний сотрудник и бывший директор по разработкам, была назначена главой студии.

## Разработанные игры
| Год  | Название              | Платформа                                      |
| ---- | --------------------- | ---------------------------------------------- |
| 2001 | Kinetica              | PlayStation 2, PlayStation 4                   |
| 2005 | God of War            | PlayStation 2, PlayStation 3, PlayStation Vita |
| 2007 | God of War II         | PlayStation 2, PlayStation 3, PlayStation Vita |
| 2010 | God of War III        | PlayStation 3, PlayStation 4                   |
| 2013 | God of War: Ascension | PlayStation 3                                  |
| 2018 | God of War            | PlayStation 4, Windows                         |
| 2022 | God of War: Ragnarök  | PlayStation 4, PlayStation 5, Windows          |